# Bezvučni palatalni frikativ
Bezvučni palatalni frikativ glas je koji postoji u nekim jezicima, a u međunarodnoj fonetskoj abecedi za nj se rabi simbol [ç].
Glas ne postoji u hrvatskome standardnom jeziku, ali postoji u nekim govorima kineskog, engleskog i paštunskih jezika, u škotskom gaelskom, a alofon je u njemačkom, estonskom, finskom i drugima.
Karakteristike su:
- po načinu tvorbe jest frikativ
- po mjestu tvorbe jest palatalni suglasnik
- po zvučnosti jest bezvučan.